# Wuff – Folge dem Hund
Wuff – Folge dem Hund (Arbeitstitel: Alles Wuff) ist eine deutsche romantische Filmkomödie von Detlev Buck aus dem Jahr 2018 mit Emily Cox, Johanna Wokalek, Marie Burchard, Maite Kelly, Kostja Ullmann, Frederick Lau, Urs Jucker und Bastian Reiber.

## Handlung
Im Mittelpunkt stehen die vier Freundinnen Ella, Cécile, Lulu und Silke, deren Leben und Beziehungen in mehreren Episoden durch ihre Hunde beeinflusst werden. Die Journalistin Ella wurde gerade von ihrem Freund Oscar verlassen und nimmt den Mischling Bozer bei sich auf. Als der Reißaus nimmt, führt sie das in die Arme des attraktiven Daniel. Cécile hat eine Ehekrise und steht kurz vor der Scheidung von ihrem Mann Max. Ihr Hund Simpson ist nicht nur für ihre Kinder da, es gelingt ihm sogar, den Familienfrieden zu retten.
Katzenfreundin Lulu trifft sich währenddessen mit ihrem neuen Schwarm, dem Hundeliebhaber Prof. Dr. Seligmann. Silke versteht sich zwar als professionelle Hundetrainerin ausgezeichnet mit Vierbeinern, dafür tut sie sich mit Menschen eher schwer. Zumindest, bis sie auf Ex-Profifußballer Oli trifft. Der ist leicht überfordert, nachdem er sich unerwartet um Hündin Elfriede kümmern muss, und besucht daher einen Kurs von Silke, die ihm sehr sympathisch ist. Die Instinkte der Hunde sorgen schließlich dafür, dass sich die Lebenswege Richtung Happy End bewegen.

## Produktion
Die Dreharbeiten fanden vom 6. September bis zum 30. Oktober 2017 in Berlin, Altenfeld und Weimar statt. Produziert wurde der Film von der DCM Mitte Productions GmbH, Koproduzent waren Bucket und die SevenPictures GmbH.
Unterstützt wurde die Produktion von der Medienboard Berlin-Brandenburg GmbH, der Filmförderungsanstalt, der Mitteldeutschen Medienförderung, dem Deutschen Filmförderfonds und dem FilmFernsehFonds Bayern.
Für das Kostümbild zeichnete Ingken Benesch verantwortlich, für den Ton Paul Oberle, für das Maskenbild Christina Baier und Jan Kempkens-Odemski und für das Szenenbild Sebastian Soukup.

## Veröffentlichung
Premiere war am 17. Oktober 2018 im Zoo Palast in Berlin. Am 25. Oktober 2018 kam der Film in die deutschen und österreichischen Kinos. Die Erstausstrahlung auf Sat.1 war am 19. Januar 2021. Im ZDF wurde der Film am 22. August 2024 erstmals gezeigt.

## Rezeption

### Kritiken
Barbara Petsch befand in der österreichischen Tageszeitung Die Presse, der Film wirke wie einige der neueren amerikanischen Kinderfilme, „nicht schlecht gemacht, aber wie vom Fließband und zu routiniert, um gut zu sein.“ Die Komödie sei anfangs flott, nach einiger Zeit aber etwas langatmig, und es häuften sich zu viele Zufälle.
Horst-Günther Fiedler schrieb in der österreichischen  Programmzeitschrift TV-Media, so ein Film tue in Zeiten, wo die Welt über Kampfhunde, Beißkorbpflichten und Halteverbote diskutiert, jedem Hundefreund gut. „Vor allem wenn er handwerklich so gelungen ist.“ Detlev Buck gelinge es in dieser ansprechend fotografierten und freundlich kolorierten Romanze ausgezeichnet, Profis und Amateure, Hunde und Menschen unter einen gut gelaunten Hut zu bringen.
Jasmin Herzog bezeichnete den Film im Weser Kurier als „einigermaßen hanebüchene Episodenfilm“. Neben einigen merkwürdigen Episoden zerre auch die Musik an den Nerven des Zuschauers.
Tilmann P. Gangloff dagegen bezeichnete die Produktion auf evangelisch.de als heitere und dank diverser Gastauftritte beeindruckend prominent besetzten Komödie. Der Regisseur habe die Geschichte gemeinsam mit Kameramann Marc Achenbach ansprechend und in hochwertige Bilder umgesetzt.

### Quote
Die Erstausstrahlung auf Sat.1 im Januar 2021 verfolgten 1,50 Millionen Menschen. Am 22. August 2024 sahen die Erstausstrahlung im ZDF 2,57 Millionen Personen.